# Elżbieta Wójcik
Pour les articles homonymes, voir Wójcik.
Elżbieta Wójcik, née le 14 janvier 1996 à Karlino, est une boxeuse polonaise.

## Carrière
Sa carrière amateur est principalement marquée par une médaille d'or remportée aux Jeux olympiques de la jeunesse de 2014 dans la catégorie poids moyens et une médaille d'argent lors des championnats d'Europe de boxe amateur 2019 à Alcobendas dans la même catégorie.

## Palmarès

### Championnats d'Europe
- Médaille d'argent en -75 kg, en 2019, à Alcobendas, en Espagne

### Jeux européens
- Médaille de bronze en -75 kg en 2019 à Minsk, Biélorussie
- Médaille de bronze en -75 kg en 2023 à Nowy Targ, Pologne

### Championnats de Pologne
- 4 titres nationaux en -75 kg de 2015 à 2018

### Jeux olympiques de la jeunesse
- Médaille d'or en -75 kg, en 2014, à Nankin, en Chine